# Aipysurus eydouxii
Espèce
Synonymes
- Tomogaster eydouxii Gray, 1849
- Thalassophis anguillaeformis Schmidt, 1852
- Thalassophis muraeneformis Schmidt, 1852
- Aipysurus margaritophorus Bleeker, 1858

Statut de conservation UICN

 LC  : Préoccupation mineure
Aipysurus eydouxii ou Aipysure d'Eydoux est une espèce de serpents marins de la famille des Elapidae.

## Habitat et répartition
Cette espèce marine se rencontre dans les eaux du Viêt Nam, de la Thaïlande, de la Malaisie, de l'Indonésie, de la Papouasie-Nouvelle-Guinée et de l'Australie.
Il vit dans les eaux troubles des estuaires et des mangroves jusqu'à une profondeur de 25 m.

## Description
L'Aipysure d'Eydoux mesure jusqu'à 1,15 m de long.
Son corps est crème à saumon, voire vert olive, avec de triangles bruns sur le dos.
Il est vivipare : la femelle met bas une vingtaine de serpenteaux.
Il gobe des œufs de poissons.
C'est un serpent qui naît et vit en mer et ne va jamais sur la terre ferme mais parfois il se fait piéger par la marée basse : incapable de ramper sur le sol, il doit attendre la marée pour regagner son milieu.

## Étymologie
Cette espèce est nommée en l'honneur de Joseph Fortuné Théodore Eydoux.

## Publication originale
- Gray, 1849 : Catalogue of the specimens of snakes in the collection of the British Museum, London, i-xv, p. 1-125 (texte intégral).